# André Guillot
André Guillot, né le 15 octobre 1908 et mort le 23 février 1993, est un chef cuisinier français. 
Cuisinier de maison bourgeoise, puis chef de l’Auberge du Vieux Marly à Marly le Roi, il est considéré comme un précurseur de la Nouvelle cuisine française.

## Biographie

### Origines et formation
Né en 1908 à Faremoutiers (Seine et Marne), André Guillot entre en cuisine à l’âge de 16 ans, d’abord apprenti pâtissier à Chantilly puis apprenti cuisinier à l'ambassade d'Italie à Paris en 1924. Il intègre le réseau des maisons bourgeoises et connaît un nombre important d’employeurs avec lesquels il approfondit sa formation.   
Il travaille notamment dans les cuisines du duc Davout d'Auerstaedt au Château de Bellozane, au Ritz, au Crillon, au Fouquet's, au Régina, chez la marquise de Polignac et enfin chez l'écrivain surréaliste Raymond Roussel, qu'il ne voit jamais.  

### L'Auberge du Vieux Marly à Marly-le-roi
Capturé en 1940, puis libéré en 1942, il travaille pour des établissements normands avant d'acheter, en 1952, l'Auberge du Vieux-Marly à Marly-le-Roi.   
Celle-ci devient progressivement un des restaurants les plus réputés d'Île-de-France et est très fréquentée par des célébrités (cinéma, politique, mode, écrivains...).  
Très apprécié de la critique gastronomique de l'époque (Francis Amunategui, Simon Arbellot, etc.), André Guillot devient une des coqueluches du guide Gault & Millau. Henri Gault et Christian Millau, pour appuyer le mouvement de la Nouvelle cuisine dont ils se font les promoteurs, le présentent comme un des précurseurs de ce renouveau culinaire et le surnomment "Le magicien du Vieux Marly" en 1969.   

André Guillot explique ses principes de la façon suivante dans son livre de souvenirs La Grande Cuisine Bourgeoise :   
"Je crois avoir, respectant la pensée et l’éthique de mon vieux maître M. Fernand Juteau fait œuvre de novateur en supprimant dès 1947 : a) les roux dans les sauces ; b) cette ignominie qu’est l’espagnole ; c) les vol-au-vent et bouchées à la reine, rituels depuis un siècle et que j’ai remplacés par des feuilletés (le vrai feuilleté ne peut être que léger. L’expression « feuilleté léger » employée par certains est donc un pléonasme) ; d) des menus trop chargés. Ma formule était : un seul plat (mais un grand plat), une petite chose agréable et originale avant, un dessert léger après. Je conseillais aussi un seul vin s’harmonisant avec le grand plat." 

### Retraite
André Guillot prend une retraite active en 1972, donnant en France et à l'étranger, une vingtaine de séminaires de cuisine dont l'intendance est assurée par Paule Neyrat, à des chefs et amateurs éclairés, destinés à transmettre son savoir.  
Les participants pouvaient ainsi découvrir les secrets de sa pâte feuilletée, de sa technique de liaison des sauces par réduction de crème fleurette, et tous ses préceptes détaillés dans deux livres : La Grande Cuisine bourgeoise (Flammarion, 1976) et La Vraie Cuisine légère (Flammarion, 1981). 
Parmi les chefs qu'il a formés à travers ces séminaires, figurent notamment Jean-Marie Amat, Pierre Bardèche, Yves Bretheau, Arnaud Daguin, Pierre Darroze, François Doyen, Alain Dutournier,  Jacques Cagna, Guy Gedda, Frédy Girardet, Michel-Bertrand Groux, Émile Jung, Guy Martin, Marc Meneau, Gérard Rabaey, Jean-Pierre Robert, Henri Seguin et Gérard Vié.Gilles Dore 
André Guillot meurt le 23 février 1993 à Saint Germain en Laye. Le journal Le Monde du 3 avril 1993, sous la plume de la Reynière, titre : « Présence d'André Guillot », tandis que Le Figaro titre : « Mort d'un Chef du siècle ».

## Reconnaissance, héritage et distinctions

### Reconnaissance
André Guillot est connu comme l’inventeur des sauces sans farine ; en éliminant les roux et la farine, il obtient la liaison de ses sauces par réductions successives, rendant la cuisine gastronomique plus digeste. 
Son succès est aussi lié à sa recette très particulière de pâte feuilletée qui, avec ses 4000 feuillets (contre 700 feuillets pour la pâte feuilletée ordinaire), contribue à sa réputation. 
Il est considéré comme un pionnier de la cuisine légère, bien avant l’ère de la diététique. 
En 1972, André Guillot est l'invité de Pierre Bellemare dans son émission « Témoins », diffusée sur la première chaîne et re-programmée à Noël 1974.

### Héritage
En 1982, « L'Association des Amis d'André Guillot » est fondée par le chef parisien Pierre Bardèche. Les premiers membres en seront Jean-Marie Amat, Pierre Coste, Pierre Darroze, François Doyen, Guy Gedda, Guy Lagrange, Marcel le Servot, Marc Meneau, Pierre Neyrat, Henry Seguin et Gérard Vié, qui en prend la présidence. Son objet est de : « promouvoir en France comme à l'étranger les méthodes de cuisine d'André Guillot et d'en développer l'enseignement », de « réunir ses élèves et ses amis, professionnels et amateurs », de « créer un challenge culinaire portant son nom » ; et de « rendre hommage à ce Maître de la Cuisine française pour mieux le faire connaître du public ».
Christian Millau le décrit comme « le plus méconnu des très grands cuisiniers français ».  
Hervé This, physico-chimiste, ingénieur de l'École de Physique et Chimie de Paris (ESPCI ParisTech) (95e promotion), travaillant à AgroParisTech, mentionne André Guillot pour son usage du Palmola dans la pâte feuilletée, en lieu et place du beurre.
Arnaud Daguin, pour qui André Guillot est "un de nos ancêtres à tous", le cite : "André Guillot disait : il n'y a que les sots ou les imprévoyants qui assaisonnent leur viande au moment" ; "André Guillot disait : le temps le plus important d'une cuisson quels que soient les stades auxquels vous l'ayez soumise, est le repos".

### Distinctions
En 1963, le Guide Kléber-Colombes lui attribue un « Coq Noir Couronné », sa plus haute distinction.
En 1966, l’Auberge du Vieux Marly est classée "Meilleur Restaurant" par le « Guide Julliard des environs de Paris » qui lui attribue la meilleure note du guide, soit 16/20.
En 1969, le Guide Gault et Millau lui donne la note de 17,5/20 avant de le baptiser « Le Magicien du Vieux Marly », surnom qui lui restera.
En 1971, il reçoit le « Diplôme du Club des Cent »[réf. nécessaire].
En 1985, il reçoit le « Trophée American Express de la Restauration » des mains de ses élèves Marc Meneau et Gérard Vié ; André Guillot est, à cette occasion, le Président d'Honneur du « 5e Forum American Express de la Restauration et de l'Hôtellerie ».
Au cours de sa carrière, il refuse de recevoir les inspecteurs du Guide Michelin, qui l’ignorent.